# 바디아 피오렌티나
바디아 피오렌티나(Badìa Fiorentina)는 이탈리아 피렌체의 프로콘솔로 거리에 위치한 수도원이자 교회당으로 현재 예루살렘 형제회가 사용하고 있다. 전해진 바에 따르면 단테는 오늘날 '카사 디 단테'라고 불리며 1910년에 단테 박물관으로 개조된 거리 건너편의 건물 (실제 그의 거처일 확률은 적다)에서 자랐다고 한다. 그는 바디아 피오렌티나의 수도사들이 들이는 미사와 라틴 그레고리오 성가를 들었을 것이며, 그는 '신곡'에서 다음과 같이 회상하였다: "고대의 성벽 안에 있는 피렌체에서는 여전히 평화와 절제, 정숙 속에 9시과와 3시과가 울려퍼진다." 1373년에, 보카치오는 바디아 피오렌티나의 북쪽 출구 옆에 있는 산토 스테파노 보조 예배당에서 단테의 신곡에 대한 유명한 강의를 했다.

## 역사
바디아 피오렌티나는 978년에 토스카나의 윌라 백작부인이 남편 스폴레토 공작 우베르토를 추도하며 베네딕토회의 시설 건물로서 세워졌으며, 중세 피렌체의 주요 건축물 중 하나였다. 병원 시설이 1071년 바디아 피오렌티나에 세워졌다. 이곳의 교회 종은 피오렌티나의 주요 시간 구분을 해주었다. 1284년과 1310년 사이에 로마네스크 양식으로 지어진 이곳 교회당은 유명한 이탈리아의 건축가이자 조각가인 아르놀포 디 캄비오가 맡아 고딕 양식으로 재건되었지만, 1307년에 건축물 일부가 수도사들의 세금 미납에 대한 처벌로서 허물어졌다. 1627년과 1631년 사이에는 바로크 양식으로 변화하였다. 1310년과 1330년 사이에 지어진 유명한 종탑은 토대는 로마네스크 양식으로, 상단은 고딕 양식으로 지어졌다. 종탑 건축은 유명한 연대기 작가 조반니 빌라니가 감독하였다.
오늘날 바디아는 예루살렘 형제회(Fraternità di Gerusalemme)로 알려진 수도사들과 수녀들의 단체의 건물로 쓰인다. 예루살렘 형제회는 오후 6시에 저녁 기도를 드리고 매일 오후 6시 30분에 미사를 드린다. 지역민들과 관광객들은 모두 그들의 저녁 기도나 미사에 참석하는 것이 피렌체에서 가장 아름다운 경험 중 하나라고 주장하고는 한다.
한 이야기에 따르면 단테가 이 교회당에서 베아트리체를 처음 보았다고 한다.

## 예술품

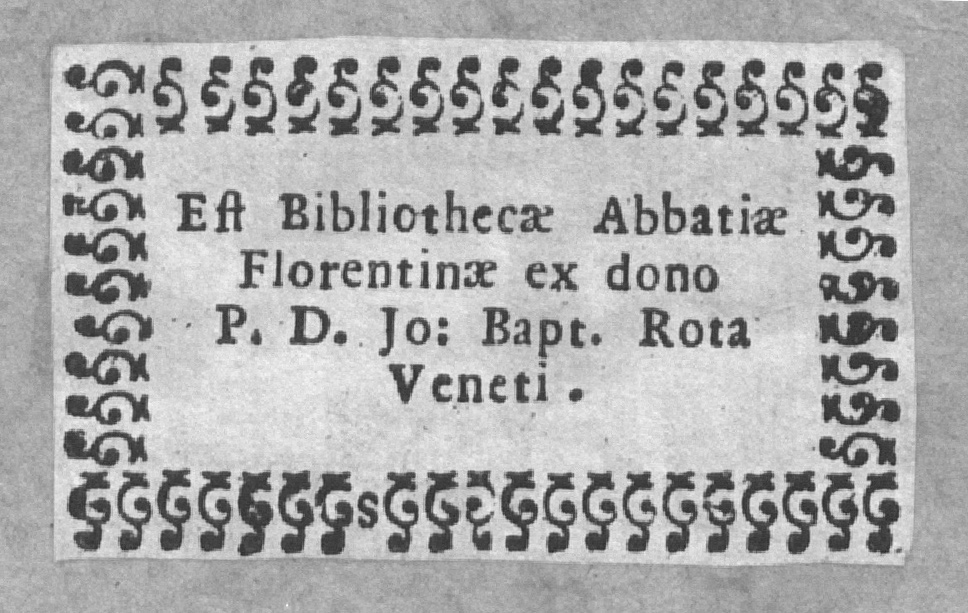
바디아 피오렌티나 도서관의 '장서표'

바디아 피오렌티나의 주요 미술품에는 필리피노 리피의 '성 베르나르도에게 발현한 동정 성모' (1486년경작, 원래는 키에사 디 산타 마리아 델 산토 세폴크로에 있는 본인 소유 예배당에 쓰기 위해 피에로 델 풀리에세가 의뢰한 것이었다)와 미노 다 피에솔레가 제작한 윌라의 아들 토스카나 변경백 우고 (1001년 사망) 및 변호사이자 외교관 베르나르도 주니 (1396년-1456년) 등의 무덤 등이 있다. 후진(後陣)에 있는 벽화는 1734년에 조반니 도메니코 페레티가 완성하였다.
바디아 피오렌티나 내 키오스트로 델리 아란치(Chiostro degli Aranci, 오렌지 회랑)에는 포르투갈 출신의 유명 수도원 개혁가인 동 고메스 이아느스 (Dom Gomes Eanes, OSB) (동시대 이탈리아어 사료에서는 "베아토 고메치오' 1383년–1459년)가 주도한 바디아 부흥 활동 맥락에 근원을 둔, 성 베네딕토의 생애를 주제로 한 프레스코 연작화 (1435년경–1439년)를 담고 있다. 많은 이들은 이곳의 프레스코화들이 일반적으로 프라 안젤리코의 제자로 알려지지 않은 포르투갈 출신 화가 조반니 디 콘살보가 그린 것으로 본다. 이 프레스코화들은 안젤리코의 직접 지도 하에 차노비 디 베네데토 스트로치 (1412-68년)의 작품일 확률이 더 높기도 하다. 이 연작화 중에 네 번째 장면('스스로를 벌하는 성 베네딕토')은 젊은 시절의 브론치노에 의해 1526년-1528년경에 다시 그려졌다. 회랑 자체는 베르나르도 로셀리노의 어느 정도 도움을 받아 안토니오 디 도메니코 델라 파르테(Antonio di Domenico della Parte)와 조반니 단토니오 다 마이아노(Giovanni d'Antonio da Maiano)의 지휘 하에 지어졌다
현재 우피치 미술관에 있는 조토의 바디아 폴립티크는 본래 이곳에 있었다. 제2차 세계대전 기간 여러 예술 작품들을 안전한 곳에 숨기던 중이던 1940년에, 우고 프로카키(Ugo Procacci)는 이 폴립티크가 산타 크로체 성당에서 그려졌음을 알아차렸다. 그는 이 그림이 나폴레옹 점령기 때 바디아에서 떼어졌다가 우연치 않게 산타 크로체에 걸리게 되었다고 설명하였다. 프로카키는 또한 바디아의 제단화가 현재 제단 위치에 비해 너무 크다는 것을 깨달았다. 그는 1628년의 개보수로 제단의 위치가 바뀌게 되었고 뿐만 아니라 본래 위치의 두 개하고 벽 반쪽이 허물어졌음을 알게 되었다. 뒤쪽의 남아있는 벽 반쪽은 새로운 벽으로 덮여 있었다. 폴립티크가 1958년에 복원이 이뤄질 때, 프로카키는 최근의 벽 위쪽으로 있는 구멍을 뜯어냈고, 본래의 벽에 프레스코화가 그려져 있음을 발견하게 되었다. 최근의 벽은 여섯 달 뒤에 철거되었고, '수태고지', '예수의 성전 봉헌', '목자들과 있는 요아킴' 등 프레스코화 세 점이 발견되었다.

## 참고 문헌
- Anne Leader, The Badia of Florence: Art and Observance in a Renaissance Monastery (Bloomington, IN, 2012). ISBN 978-0-253-35567-6.